# Municipio (ordinamento svizzero)
Il Municipio nell'ordinamento svizzero corrisponde all'organo esecutivo di un comune. I suoi membri vengono chiamati municipali.

## Descrizione
Secondo l'ordinamento del Canton Ticino, il Municipio è composto da un numero dispari di membri, fino a un massimo di sette, eletti per quattro anni. Il municipio è presieduto dal Sindaco, che ne coordina le attività. La carica di municipale è incompatibile con quella di consigliere di Stato e cancelliere cantonale, di magistrato, e di funzionari cantonali o comunali. A ogni municipale viene assegnata un'area di attività, detta dicastero.